# Fabián
Fabián nebo Fabian je mužské křestní jméno. Pochází ze starořímského rodového jména Fabius, což znamenalo „pěstitel bobů“. Nejznámějším nositelem byl papež svatý Fabián, umučený 20. ledna 250. Na jeho počest Český liturgický kalendář uvádí 20. leden jako den jeho památky. V tuto dobu dochází obvykle k poklesu teploty, proto se v pranostikách zmiňuje fabiánská zima.

## Četnost
Podle stránek KdeJsme.cz žilo v roce 2011 v České republice 143 nositelů jména Fabián a 124 v podobě Fabian. Častější je ve Francii (Fabien) a Itálii (Fabiano), kde se objevuje i v ženské podobě (Fabienne, Fabiana).

## Známí nositelé jména
- Fabián Puléř – český malíř a iluminátor
- Fabián Veselý – český barokní kazatel a spisovatel
- Fabián Povýšil – český dětský herec
- Fabius Maximus – římský vojevůdce zvaný Cunctator (váhavec). Podle jeho vyčkávací taktiky se pojmenovala Fabiánská společnost, usiující o postupné sociální reformy.
- Fabian Gottlieb von Bellingshausen – ruský cestovatel německého původu, objevitel Antarktidy.
- Fabian Cancellara – švýcarský cyklista
- Fabian Forte – americký zpěvák a herec
- Fabián Ernesto Alarcón Rivera – bývalý prezident Ekvádoru
- Fabien Barthez – francouzský fotbalový brankář